# Johannes Gerardus Oremus
Jacobus Gerardus Oremus (Arnhem, 11 januari 1877 – aldaar, 19 april 1946) was een Nederlands organist en beiaardier.
Hij was zoon van organist Franciscus Johannes Oremus en Wilhelmina van Doorn.   Hijzelf was getrouwd met Wilhelmina Maria Welsing.
Na de opleiding door zijn vader kreeg hij opleiding van Hendrik Arnoldus Meijroos (muziektheorie en viool) en Leon C. Bouman (muziektheorie) en een opleiding in Keulen (piano van Max van der Sandt). In 1896 slaagde hij voor het examen van de Nederlandsche Toonkunstenaars Vereeniging en in 1900 van de Maatschappij tot Bevordering der Toonkunst. Hij trad als pianist op in de grotere steden in Nederland, maar volgde vooral zijn vader op als organist en beiaardier. Hij was drager van het erekruis Pro Ecclesia et Pontifice. Hij stond als dirigent voor mannenkoren uit Velp, Arnhem en Doesburg en was muziekleraar aan de rijksnormaalschool in Arnhem. 
Grootste bekendheid dankte hij echter aan het bespelen van het beiaard van de grote toren van de Eusebiuskerk, totdat deze op 17 september 1944 verloren ging bij een bombardement tijdens de Slag om Arnhem. Hij kreeg daarom het Oremusplein in Arnhem naar hem vernoemd. Het plein is ingesloten door de Mendelssohnlaan, Eduard van Beinumlaan, Kluizeweg en Bachlaan waarvan drie naar beroemde musici zijn vernoemd.
Hij werd begraven op Moscowa.